# Forças Armadas da Itália
As Forças armadas da Itália são a defesa da República Italiana e estão sob o comando do Supremo Conselho de Defesa da Itália, presidida pelo Presidente da República Italiana. O número total de pessoas é cerca de 347 927 (2017). A Itália tem um dos maiores orçamentos militares do mundo, gastando 37,7 bilhões de dólares (2017).

## Ramos das Forças Armadas Italianas

### Aeronautica Militare

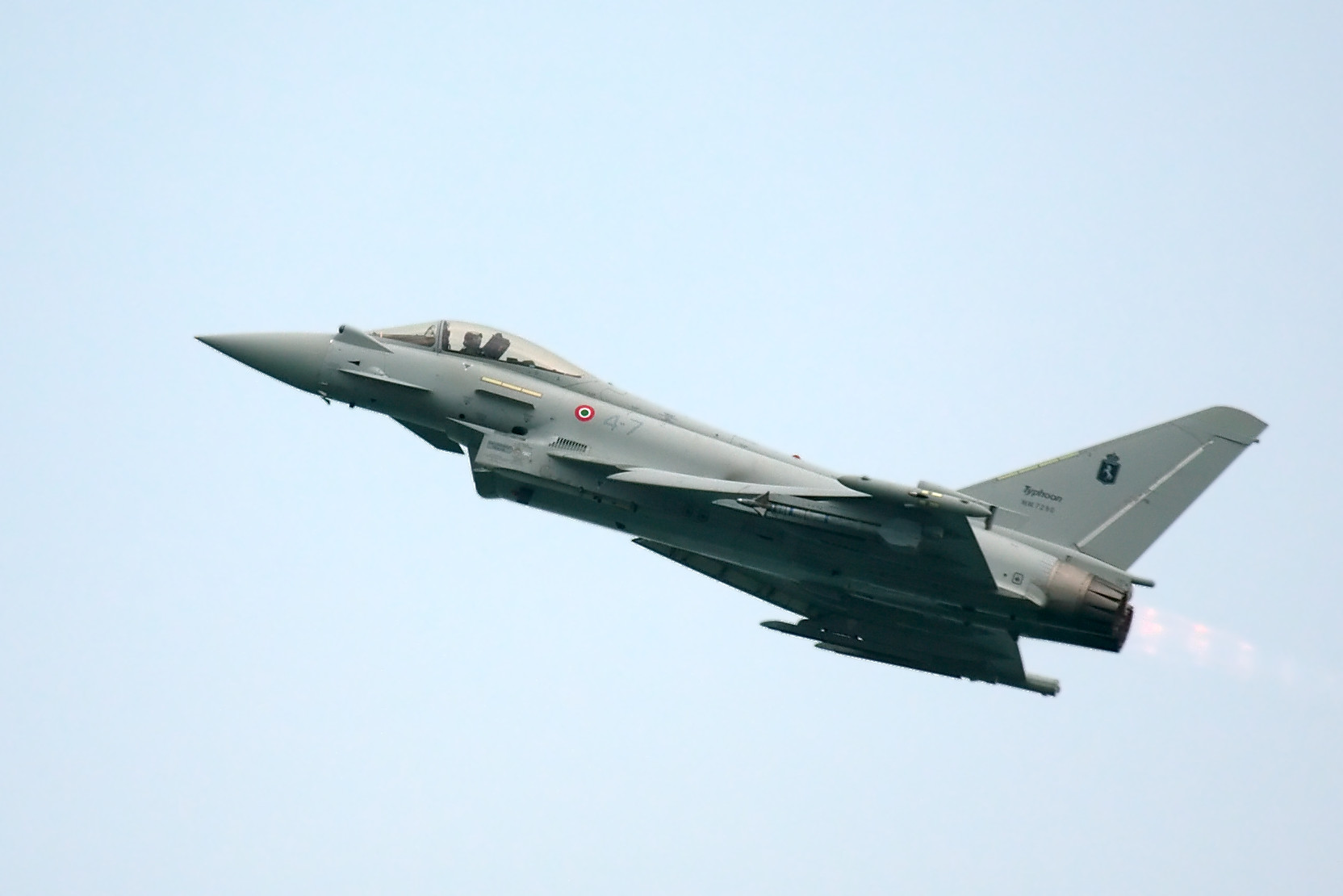
Um EF 2000 em voo.

Nascida como Regia Aeronautica, a Aeronautica Militare é a terceira força armada do estado (em ordem cronológica de fundação), com um efetivo orgânico de cerca de 44 mil pessoas em 2012. Nela são desenvolvidas as operações de defesa aérea do território e dos interesses nacionais, assim como aquelas de transporte aéreo.
No passado também era a responsável pelo controle de tráfico aéreo sobre o espaço aéreo nacional. Para o desenvolvimento da defesa aérea, a Força Aérea Italiana tem a sua disposição cerca de uma centena de Eurofighter Typhoon. Para missões de ataque e reconhecimento, a instituição possui Panavia Tornados, AMX e o Aermacchi MB-339, aos quais no futuro se juntará os novos Lockheed Martin F-35 Lightning II. Par o transporte aéreo são utilizados os C-130J Hercules, C-27J Spartan e os novos Boeing KC-767A (no papel duplo de cargueiro e reabastecimento em voo).
A Força Aérea Italiana também possui veículos aéreos não tripulados (VANTs) a sua disposição atuando em reconhecimento de área e ataque ao solo.
A unidade de forças especiais da Aeronautica Militare é o  17º Stormo incursori.

### Arma dos Carabineiros

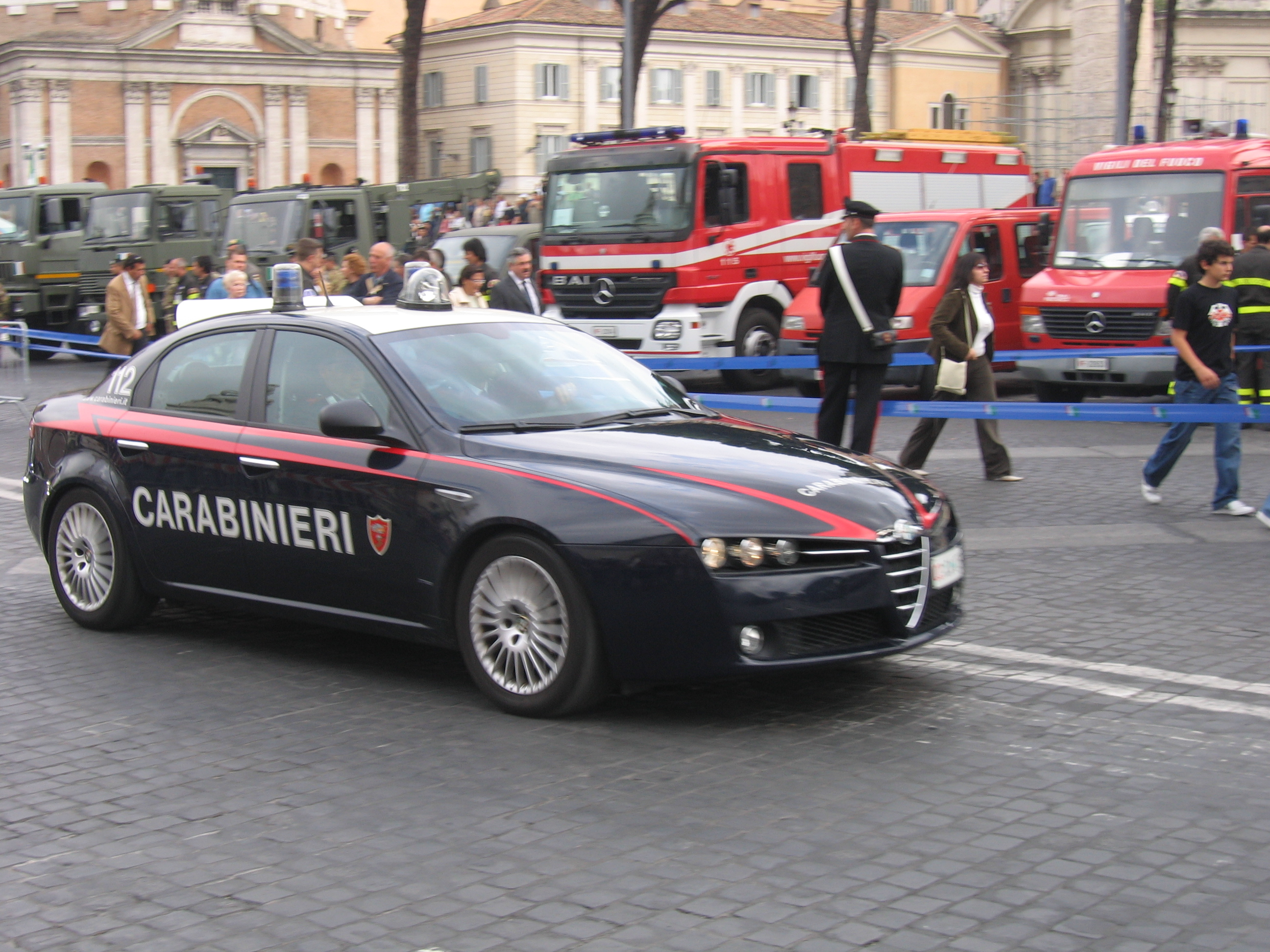
Um Alfa Romeo 159 dos carabineiros.

Nascida como Carabineiros Reais, a Arma dos Carabineiros é a quarta força armada da Itália em ordem de criação, mas a maior em número de efetivos, que atuam em grande parte com funções de polícia(previsto pela lei 118 000). Fez parte do Exército Italiano como Arma até 2000, quando o decreto legislativo de 5 de outubro de 2000 n. 297 a elevou ao status de força armada. Segundo tal decreto "Contribui para a defesa integrada do território nacional. O concurso é definido, em acordo com o comandante general da Arma, com o chefe de estado maior da força armada, responsáveis pela preparação e emprego dos respectivos dispositivos de defesa." (art.5).
A dependência ao Chefe de Estado Maior da Defesa diz respeito somente as funções de polícia militar e aquelas com relação a pessoal empregado em operações militares fora da área. Para as tarefas restantes da instituição, a arma depende de outros departamentos do estado. Diferente das outras forças armadas, a Arma de Carabineiros não é comandada por um chefe de estado maior, mas sim por um comandante geral, o comandante geral da Arma dos Carabineiros, figura semelhante ao chefe de estado maior.
A tarefas unicamente militares são dedicados menos de 5 mil carabineiros, mesmo que essas tarefas contribuam para toda a organização territorial. Dentro dela, está presente uma unidade que faz parte das forças especiais italianas: o Gruppo di intervento speciali (G.I.S.).

### Guarda de Finanças
A Guarda de Finanças é uma gendarmaria sob o controle do Ministro de Economia e Finanças da Itália, atua vigiando fronteiras e o território nacional italiano, combate a crimes no meio cibernético, combate ao terrorismo e tráfico de narcóticos.

### Exército Italiano

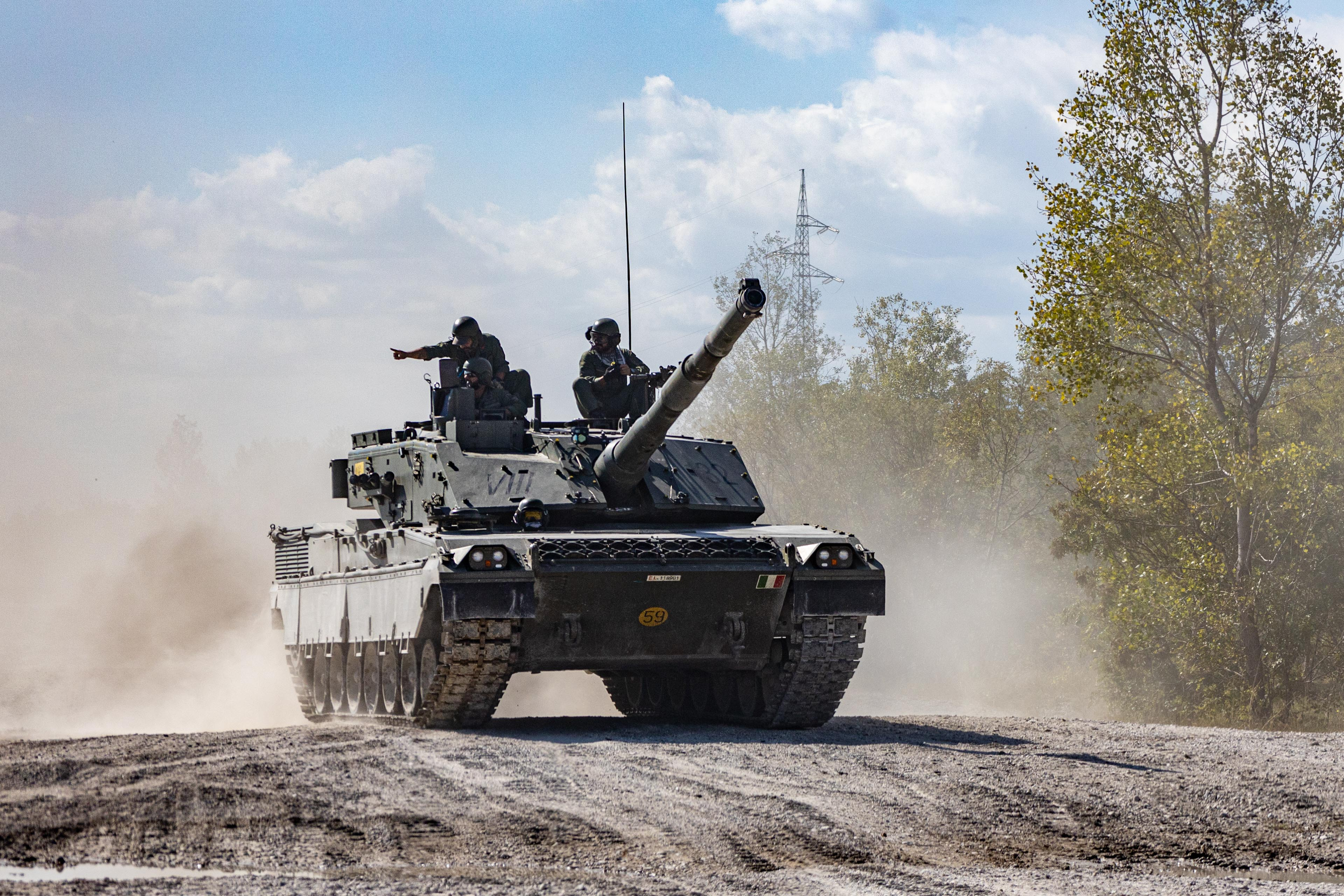
Um carro de combate Ariete.

Nascido como Regio Esercito, da unificação do Exército Real Sardo com os outros exércitos dos estados italianos antigos, por decreto de 4 de maio de 1861, O exército contava em 2009 com um efetivo de 111 233, número superior ao de 2010 com 108 360 pessoas.

### Marina Militare

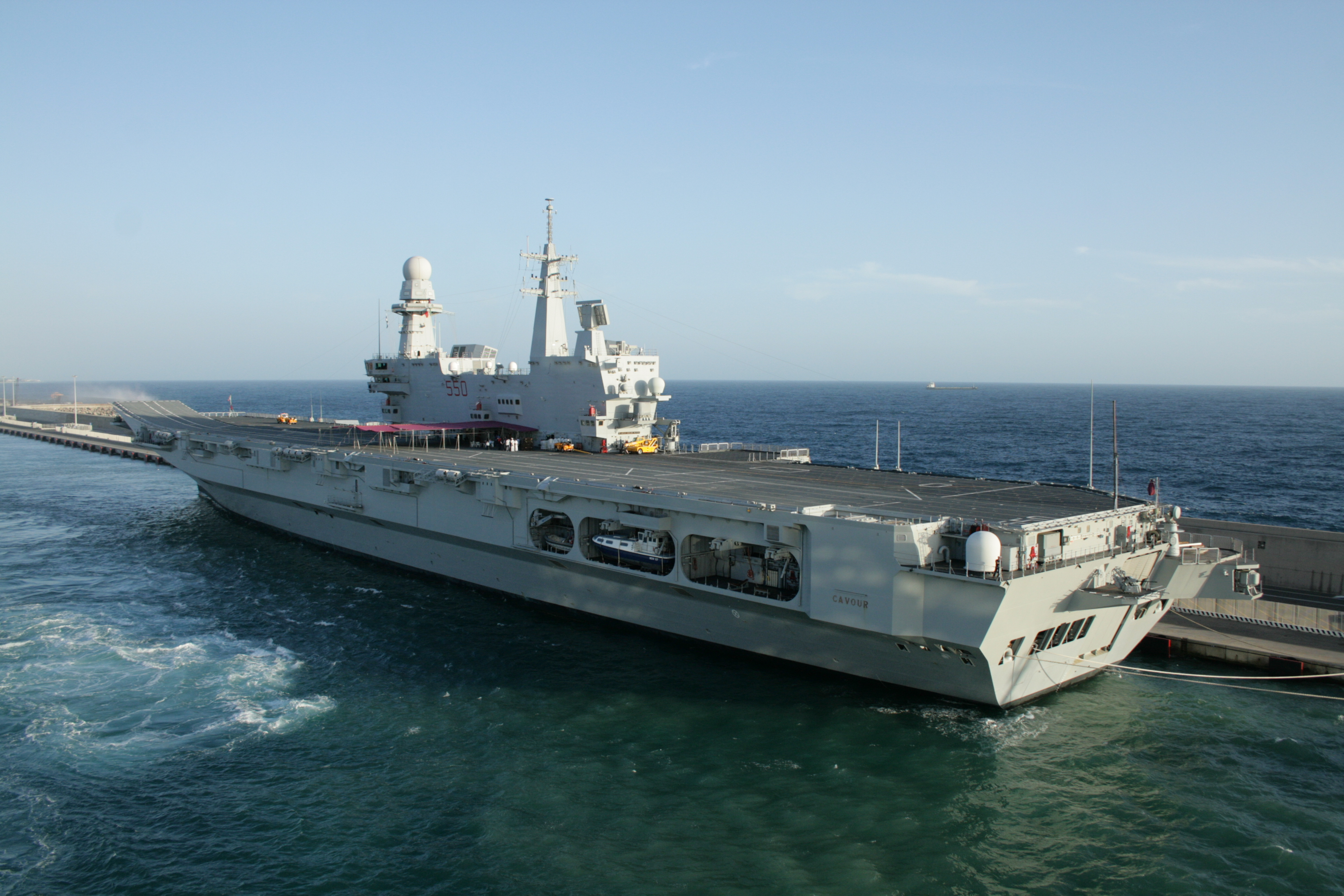
O porta-aviões Cavour.

Nascida como Regia Marina a partir da fusão da Marinha do Reino de Sardenha, da Marinha Real do Reino das Duas Sicílias com as outras marinhas de estados italianos pré-união, a Marinha italiana contava com 32 000 efetivos em 2012. A ela são delegadas as funções de controle e conduta das operações navais nas águas territoriais e internacionais. Junto a isso, ela também possui o dever de patrulhar a costa, por meio do Corpo das Capitanias dos Portos - Guarda Costeira. A frota é composta por 75 unidades principais e outros 11 navios escola, 1 navio oceanográfico, 7 navios cisterna, 2 navios para experiência e tecnologia, 3 navios hidrográficos e oceanográficos, 5 navios que servem como faróis, 1 navio de salvamento, 6 navios costeiros de transporte e 32 navios rebocadores. A unidade das forças especiais italianas da Marina Militare é o G.O.I. - Gruppo Operativo Incursori do COMSUBIN - Raggruppamento subacquei ed incursori "Teseo Tesei".

## Visão Geral

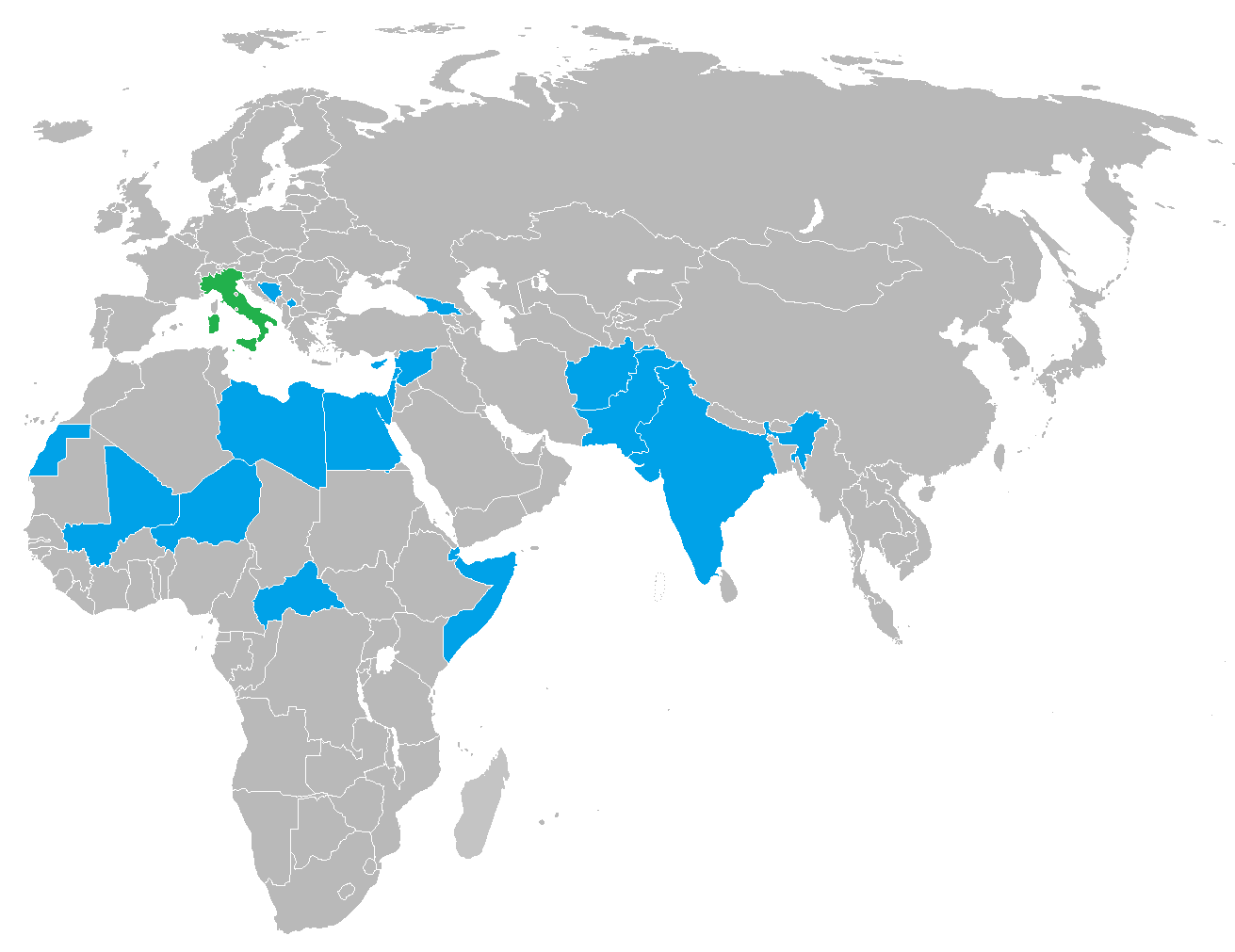
Mapa de países nos quais a Itália possui tropas em serviço.

A Itália é membro da OTAN e tem o 8° maior índice de poder militar segundo a Credit Suisse e a 11° maior capacidade de guerra segundo a Global Firepower, tendo um trabalho importante para a segurança internacional e principalmente, na região do Mediterrâneo, realizando patrulhas aéreas e sendo parte de missões internacionais de apoio a paz, segundo o Ministério de Defesa Italiano, as Forças Armadas Italianas participam em 26 missões ao redor do mundo. As Forças Armadas desenvolveram várias capacidades militares, a partir da década de 1960, buscou desenvolver armas nucleares, abandonando o programa em favor de fazer parte do programa de compartilhamento de armas nucleares da OTAN. Com isso as Força Armadas Italianas tem absoluto controle e custódia das armas nucleares. Bombas termonucleares B61 mod 3 e mod 4 são mantidas em duas localizações, 50 na Base Aérea de Aviano e 20-40 na Base Aérea de Ghedi em 2015. Os vetores das armas seriam os Panavia Tornados da Força Aérea Italiana, e no futuro, o F-35 provavelmente substituirá a frota de tornados nessa função. Atualmente a Força Aérea Italiana possui 557 aeronaves, das quais 209 são aviões de combate. A Marinha Italiana possui dois porta aviões Giuseppe Garibaldi e Cavour, navios de superfície como as fragatas Classe Bergamini e submarinos, dentro os quais, alguns da Classe 212 (desenvolvidos em parceria com os alemães). A Marina Militare foi caracterizada como um marinha de águas azuis regional por "Liu Huaqing" e uma "marinha de projeção de poder multi/pluri regional" por Daniel Todd e Michael Lindberg. Ela também regularmente faz parte das operações antipirataria na Oceano Índico e Golfo Pérsico como na Operação Ocean Shiled e Operação Atalanta. A Itália possui duas bases militares em solo estrangeiro:
- Emirados Árabes Unidos – Task Air Force (TFA)[22]
- Djibouti – BMNS-Base Militare Nazionale di Supporto (Base Militar Nacional de Suporte) – 300 militares.[23][24]